# Rajko Lekić
Radivoje Lekić, kurz Rajko Lekić (* 3. Juli 1981 in Ballerup, Dänemark) ist ein ehemaliger dänischer Fußballspieler.

## Karriere

### Verein
Rajko Lekić spielte B.93 Kopenhagen sowie für Boldklubben Avarta und bei Herfølge BK, bevor er im Februar 2003 einen Vertrag bei Fremad Amager unterzeichnete. Später zog es ihn zu Silkeborg IF, ehe sich in Spanien Deportivo Xerez anschloss. Ende August 2006 folgte die Rückkehr von Lekić nach Dänemark zu Odense BK, für den er allerdings nur ein halbes Jahr spielte; er war in der Folge an den ungarischen Erstligisten Zalaegerszegi TE FC verliehen wurden. Die nächsten Stationen waren Esbjerg fB und erneut Silkeborg IF, wobei er bei zweiterem zum dänischen Nationalspieler aufstieg.
Im April 2011 wechselte Rajko Lekić in die Vereinigten Staaten in die Major League Soccer zu New England Revolution. Dort blieb er nur bis Januar 2012, denn in der Folge kehrte er nach Dänemark zurück und schloss sich Lyngby BK an. Später spielte Lekić noch für den FC Roskilde, für Ballerup-Skovlunde Fodbold und für Glostrup FK, bevor er seine Karriere beendete.

### Nationalmannschaft
Im Januar 2010 absolvierte Rajko Lekić drei Spiele für die dänische Liga-Nationalmannschaft. Am 3. März desselben Jahres lief er bei der 1:2-Niederlage im Testspiel in Wien gegen Österreich zum ersten und einzigen Mal für die A-Nationalmannschaft der Dänen auf.